# Histoire du Liverpool FC

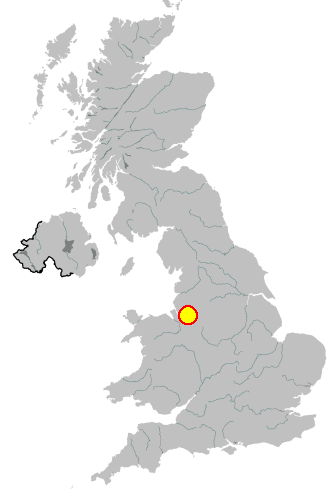
Localisation du club de Liverpool au Royaume-Uni.

Cet article relate l'histoire du Liverpool Football Club, équipe de football fondée officiellement le 3 juin 1892, et basé dans la ville de Liverpool, dans le Nord-Ouest de l'Angleterre.

## Débuts
Le premier Liverpool Football Club est fondé en 1857 jouant en réalité un jeu proche du rugby. Il est considéré comme l'un des plus anciens clubs de rugby du monde et a fusionné avec une autre équipe pour former le Liverpool St Helens FC. Il n'a cependant aucun lien avec le Liverpool Football Club moderne et les deux clubs ne doivent pas être confondus.
Everton est fondé en 1878 et joue à Anfield dès 1884. En 1891, John Houlding, le locataire d'Anfield et un membre de l'Ordre d'Orange avec plusieurs autres anciens directeurs du Liverpool FC. Le loyer d'Anfield augmenta de 100 £ en 1884 à 250 £ en 1890. Les membres d'Everton, estimant que le propriétaire d'Anfield tente de profiter de leur succès pour augmenter ce loyer, décident de quitter Anfield et partent pour Goodison Park. Avec juste trois joueurs restants après le départ d'Everton, John Houlding reste avec un terrain et aucune équipe pour y jouer. Il décide alors de créer son propre club de football. Le 15 mars 1892, Liverpool Football Club naît. John McKenna est nommé entraîneur, et va en Écosse où il engage treize joueurs professionnels pour le nouveau club. L'équipe est appelée « The team of the Macs » parce que huit des treize noms écossais comportent le préfixe « Mac ». L'équipe joue son premier match contre Rotherham Town et le gagne 7-1. Malcolm McVean marque le premier but du club, c'est aussi la première fois qu'une équipe anglaise est entièrement constituée de joueurs étrangers.
Liverpool fait une demande afin de rejoindre la Football League, mais la demande est rejetée. Liverpool commence à jouer dans la Lancashire League et le premier match se solde par une victoire 8-0 à Anfield contre Higher Walton. John Smith marque le premier but du club en compétition. À la fin de la première saison, Liverpool FC devient champion après avoir battu Everton 1-0 dans le premier Merseyside derby le 13 octobre 1894,. Pendant la finale de la Liverpool Senior Cup 1893, le club de Liverpool est accepté par la Football League avec Woolwich Arsenal, devenu depuis le Arsenal Football Club. Malcolm McVean marque le premier but du club en championnat lors d'une victoire 2-0 contre Middlesbrough Ironopolis et le club finit la saison invaincu et champion de la seconde division, gagnant un match d'essai contreManchester United(et est promu en première division. La première saison de Liverpool dans l'élite, en 1884-1885, est un échec. L'équipe termine seizième et est relégué en seconde division après une défaite dans un match de barrage contre Bury. La saison suivante est de meilleure qualité pour le club. Avec 14 victoires et un match nul à domicile en seconde division, Liverpool est autorisé à jouer des rencontres de barrages pour accéder à la première division anglais. Après des victoires à Anfield contre Small Heath sur le score de 4-0 (0-0 à l'extérieur) et contre West Bromwich Albion 2-0 (défaite 0-2 à Albion).
Lors des deux saisons suivantes, le Liverpool Football Club termine cinquième et neuvième du championnat. En 1898-1899, il remporte 18 des 34 rencontres de championnat et termine vice-champion d'Angleterre, laissant échapper le titre à la suite de huit défaites à l'extérieur en fin de saison.

## Première moitié duXXesiècle

### Tom Watson (1896-1915)
Avec l'arrivée du nouveau manager Tom Watson, trois fois vainqueurs du championnat avec Sunderland, les couleurs changent du bleu et rouge aux célèbres couleurs rouge et blanche. En 1901, l'international écossais Alex Raisbeck est le premier capitaine de Liverpool à remporter la première division. Le succès ne dure pas et l'équipe termine 11e l'année suivante, puis est reléguée en 1903-1904 après avoir terminé 17e de première division. Liverpool rebondit immédiatement et devient champion dès sa première saison en deuxième division anglaise. Le club remporte le championnat de première division une seconde fois en 1906, année de la victoire d'Everton, le club rival, en Coupe d'Angleterre. La capacité du stade est alors augmentée avec la construction du Spion Kop, nommé ainsi d'après une bataille de la seconde guerre des Boers en 1900 où plus de trois cents hommes du Lancashire Regiment sont morts et dont beaucoup provenaient de Liverpool. Lors de la saison 1909-1910, le Liverpool Football Club termine vice-champion d'Angleterre.
Liverpool joue sa première finale de Coupe d'Angleterre en 1914, la dernière jouée à Crystal Palace et la première vue par le monarque, George V, celle-ci est perdue 0-1 contre Burnley. Cependant, le club est aussi impliqué dans un scandale dans le football britannique en 1915, l'un des plus anciens scandales dans le football qui voit quatre joueurs de Liverpool bannis jusqu'en 1919.

### David Ashworth (1920-1923)
Entraînée par David Ashworth, ancien arbitre, Liverpool sonne alors son retour, en 1921-1922 et 1922-1923. Emmené par l'anglais Ephraim Longworth, le Liverpool Football Club devient champion deux saisons consécutivement. Il quitte le club en février 1923, en cours de saison, pour prendre les commandes d'Oldham, alors dernier du classement.

### Matt McQueen (1923-1928)
Ancien joueur et directeur du club, Matt McQueen devient manager du Liverpool Football Club à la suite du départ de David Ashworth. Il fait venir dans le club des joueurs comme Gordon Hodgson, James Jackson, Tom Morrison et Arthur Riley. Impliqué dans un accident de voiture qui entraîne l'amputation d'une de ses jambes, McQueen doit se retirer de la direction du club même s'il reste un supporteur du club et régulièrement spectateur des matchs de Liverpool. Il meurt en septembre 1944.

### George Patterson (1928-1936)
Après que Matt McQueen part du club, George Patterson arrive à la tête de l'équipe de Liverpool en 1928. Arrivé au Liverpool Football Club en 1908 comme assistant de Tom Watson, il fait également le travail de secrétaire dès 1915, date de la mort de Tom Watson. Avec Patterson comme manager, le club ne remporte aucun titre, terminant à la cinquième place lors de la meilleure saison de Liverpool sous son ère. Lors de la saison 1935-1936, les Reds se maintient en première division de trois points. Parmi les joueurs les plus célèbres du club, George Patterson recrute Jack Balmer, Phil Taylor, Matt Busby, Tom Bradshaw et Tom Cooper. Malade, il doit quitter le banc de Liverpool et se concerte dès lors sur son poste de secrétaire. Il reste un supporteur régulier de Liverpool à Anfield jusqu'à sa mort en mai 1955.

### George Kay (1936-1951)
Trophées gagnés : Championnat d'Angleterre de football (1941)
George Kay est recruté en provenance de Southampton en juin 1936, pour remplacer George Patterson alors incapable de continuer à tenir sa tâche de manager. La carrière de Kay comme manager de Liverpool commence doucement avec seulement trois victoires et quatre matchs nuls en douze matchs. Le début de la saison est notamment marqué par une défaite 2-6 contre Portsmouth le 2 septembre 1936 et une autre 2-5 à Brentford ; la seule belle victoire est une victoire 7-1 contre Grimsby Town le 12 septembre, avec deux buts de Fred Howe. Liverpool finit la première saison avec Kay à la 18e place de la première division.
Liverpool finit la saison 1937-1938 en milieu de classement. Alf Hanson est le meilleur buteur du club avec 14 buts. La saison suivante, Liverpool finit onzième, Berry Nieuwenhuys, Willie Fagan et Phil Taylor ont marqué 14 buts chacun.
En vue de la saison suivante, Kay engage le jeune défenseur Bob Paisley de Bishop Auckland (transfert gratuit), et une autre légende de Liverpool : Billy Liddell. Mais les carrières de ces deux joueurs sont interrompues par la Deuxième Guerre mondiale.
Après la guerre, le club prend l'inhabituelle décision d'aller se préparer aux États-Unis et au Canada. La théorie de Kay est que le climat et la diététique en Amérique du Nord sont extrêmement bénéfiques aux joueurs.
La saison commence doucement, avec quatre victoires et trois défaites lors des sept premiers matchs. Lors d'une victoire 7-4 contre Chelsea le 7 septembre, lors de laquelle Bob Paisley fait ses débuts pour le club en championnat et Billy Liddell marque son premier but en championnat. Liverpool concède également une défaite 5-0 contre Manchester United à Maine Road. Mais les choses commencent à s'améliorer et Liverpool enchaîne sept victoires consécutives en février et mars mettant le club sur le chemin du titre de champion.
Liverpool fait un beau parcours en Coupe d'Angleterre jusqu'à une élimination en demi-finale par Burnley. Le club gagne la Lancashire Senior Cup, la Lancashire County Combination Championship Cup et la Liverpool Senior Cup.
Le 31 mai 1947, Liverpool se déplace à Molineux pour y rencontrer les leaders, Wolverhampton Wanderers, en ayant besoin d'une victoire pour remporter le championnat. Liverpool gagne le match 2-1. Les autres résultats sont favorables à Liverpool, et les Reds sont champions de la Football League pour la cinquième fois. Cela est le temps fort de la carrière d'entraîneur de football de George Kay.
Les meilleurs buteurs du championnat sont Jack Balmer et Albert Stubbins avec 24 buts chacun. Ils continuent à être de prolifiques buteurs pendant la période de Kay, mais le club est incapable de nouveau candidat à un triomphe en championnat, finissant les trois saisons suivantes dans le bas de la première partie de tableau. En 1950, le club va jusqu'en finale de la Coupe d'Angleterre pour la première fois depuis 36 ans, mais le match à Wembley se finit sur une défaite 2-0 contre Arsenal FC,.
Kay se retire en janvier 1951, il est remplacé par Don Welsh.

## Périodes difficiles

### Don Welsh (1951-1956)
Trophées gagnés : - 
Don Welsh succède à George Kay comme entraîneur de Liverpool en 1951. Il joue pour le club durant la seconde Guerre mondiale comme invité, et gagne la Coupe d'Angleterre avec Charlton en 1947. Cependant, Welsh hérite d'une équipe qui est sur le déclin. Après avoir recruté des joueurs dont Alan A'Court, Welsh ne peut empêcher l'équipe de descendre en bas de classement, neuvième en 1950-1951, onzième en 1951-1952, dix-septième en 1952-1953 après une ultime victoire à domicile contre Chelsea devant 47 000 spectateurs. La saison suivante, Liverpool connait la relégation pour la première fois en cinquante ans.
En 1955-1956, les Reds manquent la remontée en première division, terminant troisième du championnat malgré les 28 buts de Billy Liddell en 39 rencontres.
Bien que son équipe ait été près de la remontée, Welsh ne se voit pas offrir de seconde chance et est licencié en 1956. C'est la première fois qu'un entraineur de Liverpool est licencié en soixante-quatre ans d'existence. Il est remplacé par Phil Taylor.

### Phil Taylor (1956-1959)
Trophées gagnés : - 
Phil Taylor prend la place de Don Welsh en 1956. Il a dès lors l'objectif de remonter le club en première division. Taylor connaît la pression d'entraîner Liverpool en deuxième division. Il échoue de peu en 1957 et 1958, le club finit respectivement troisième et quatrième.
En janvier 1959, les joueurs de Liverpool connaissent leur plus humiliante défaite en Coupe d'Angleterre contre Worcester City, équipe amateur. Le club ne joue pas le remontée avec six victoires lors des dix-neuf premiers matchs. Après une dernière défaite 4-2 contre Lincoln, Phil Taylor est remercié en novembre 1959.

## Triomphes nationaux et européens

### Bill Shankly (1959-1974)
Trophées gagnés : Championnat d'Angleterre de football (1964), Coupe d'Angleterre de football (1965), Championnat d'Angleterre de football (1966), Championnat d'Angleterre de football (1973), Coupe d'Angleterre de football (1973), Coupe de l'UEFA (1973), Coupe d'Angleterre de football (1974)
Bill Shankly devient le manager de Liverpool le 1er décembre 1959 et pendant les quinze années suivantes il transforme le club en l'un des meilleurs d'Europe. En un an, il libère vingt-quatre joueurs. Les Écossais Ian St John et Ron Yeats arrivent respectivement de Motherwell et Dundee United. L'attaquant Roger Hunt, l'ailier Ian Callaghan et l'arrière Gerry Byrne deviennent aussi joueurs du Liverpool Football Club. Au début de la saison 1961-1962, Shankly a assemblé le noyau de la nouvelle équipe. Cette saison, la troisième de Shankly en tant qu'entraîneur, Liverpool remporte la seconde division avec huit points d'avance et est promu au niveau supérieur où ils sont restés depuis, ne finissant jamais en dessous de la huitième place.
En 1964, Liverpool remporte le championnat. C'est aussi l'année pendant laquelle l'équipe adopte son désormais célèbre équipement tout rouge. Le club échoue dans la conservation du titre de champion la saison suivante mais gagne sa toute première Coupe d'Angleterre après une victoire 2-1 en finale contre Leeds United. C'est aussi l'année de la première campagne européenne qui se finit en demi-finale contre l'Inter de Milan. Liverpool gagne 3-1 à l'aller mais perd 3-0 au retour, et est donc éliminé 4-3 sur l'ensemble des deux matchs.
En 1966, Liverpool remporte de nouveau le championnat. Le club atteint également la finale de la coupe des vainqueurs de coupe (C2), et échoue en finale contre le Borussia Dortmund sur le score de 2-1. À ce jour, Shankly est l'un des managers les plus reconnus dans le jeu et son équipe contenait certains des meilleurs joueurs d'Angleterre. Malgré ce succès Shankly planifie de nouvelles signatures : les futurs internationaux Emlyn Hughes, Ray Clemence et Kevin Keegan sont engagés en provenance de clubs de divisions inférieures.
Liverpool gagne son premier trophée européen en 1973 en Coupe de l'UEFA, et aussi le titre de champion d'Angleterre. La finale de la Coupe de l'UEFA commence très bien pour Liverpool qui gagne 3-0 à l'aller avec deux buts de Kevin Keegan aux 21e et 32e minutes et un but de Larry Lloyd à la 61e minute. Cependant, son adversaire, l'équipe allemande du Borussia Mönchengladbach, résiste au match retour que cette dernière gagne 2-0, mais au total, Liverpool l'emporte 3-2,.
Liverpool vainc de nouveau en Coupe d'Angleterre une année plus tard avec une écrasante victoire 3-0 en finale contre Newcastle United. Shankly abasourdi le monde de football peu après en annonçant sa retraite. Les joueurs du club et les supporters essaient de le persuader de continuer et une usine locale menace même de se mettre en grève. Shankly ignore ces réclamations et rejoint les supporters du club dans le Kop comme simple spectateur, tandis qu'il remet ses fonctions à Bob Paisley.

### Bob Paisley (1974-1983)
Trophées gagnés : Championnat d'Angleterre de football (1976), Coupe de l'UEFA (1976), Championnat d'Angleterre de football (1977), Ligue des champions (1977), Ligue des champions (1978), Championnat d'Angleterre de football (1979), Championnat d'Angleterre de football (1980), Coupe de la ligue (1981), Ligue des champions (1981), Coupe de la ligue (1982), Championnat d'Angleterre de football (1982), Coupe de la ligue (1983), Championnat d'Angleterre de football (1983)
L'assistant de Shankly, Bob Paisley, 55 ans, est promu manager pour la saison 1974-75 après que le club a échoué à persuader son prédécesseur de continuer à manager le Liverpool Football Club. Paisley est le manager de Liverpool de 1974 à 1983. Pendant ces neuf années, il devient un des managers les plus titrés du football anglais. Sa première saison, en 1974-75, est son unique saison sans gagner de trophée.
La deuxième saison apporte le premier de ses six titres de champions d'Angleterre. En 1977, le titre en championnat est conservé et l'équipe gagne la coupe européenne, l'équivalent de la Ligue des Champions aujourd'hui, pour la première fois de son histoire. La finale à Rome est gagnée 3-1 contre le Borussia Mönchengladbach pour le dernier match de Kevin Keegan au club. La coupe européenne est conservée l'année suivante avec une victoire 1-0 en finale contre le FC Bruges. Le but victorieux est donné par le futur capitaine Graeme Souness et marqué par le remplacement de Keegan Kenny Dalglish. Liverpool est alors sur le toit du football européen.
L'année 1978-79 est une année de records pour le club, le club remporte le championnat avec 68 points avec seulement 16 buts concédés en 42 matchs. La saison suivante se conclut par une autre victoire en championnat. La troisième et dernière victoire de Paisley en coupe européenne se passe en 1981, après une ultime victoire 1-0 sur le Real Madrid. Le marqueur inattendu du but victorieux est le défenseur Alan Kennedy. Le seul trophée anglais qui échappe encore est la coupe de la Ligue, gagnée cette saison-là grâce à un autre défenseur, Alan Hansen, qui marque le but victorieux.
En 1981-82, une défaite à Manchester City dans le Boxing Day voit Liverpool descendre à la onzième place mais une série de victoires apporte néanmoins de nouveau le titre à Anfield. La coupe de la Ligue est aussi conservée. L'étoile naissante de cette campagne est l'attaquant gallois Ian Rush. Le club conserve encore le titre de champion et la coupe de la ligue l'année suivante, remportant les deux trophées pour la troisième année consécutive chacun.
La question pour les supporters à la fin de cette saison est qui remplacera Bob Paisley. Avant sa retraite, il a gagné pendant sa période comme entraîneur du club un total de vingt-et-un trophées, comprenant trois coupes européennes, une coupe de l'UEFA, six championnats et trois Coupes de la Ligue consécutives. Sous l'ère de Bob Paisley, une nouvelle vague de légendes du club est apparu, avec entre autres Graeme Souness, Ian Rush, Alan Hansen et Kenny Dalglish.

### Joe Fagan (1983-1985)
Trophées gagnés : Championnat d'Angleterre de football (1984), Coupe de la ligue (1984), Ligue des champions (1984)
L'expérimenté entraîneur Joe Fagan prend la place de Bob Paisley après que celui-ci s'est retiré. Pour sa première saison aux commandes de Liverpool, il devient le premier manager de club anglais à gagner trois trophées majeurs en une seule saison : le titre de champion, la coupe de la Ligue et la coupe européenne.
Il reste manager deux saisons avant de prendre sa retraite, mais sa première saison, 1983-1984, voit Liverpool battre quelques records impressionnants dans le football anglais. Liverpool gagne sa quatrième coupe de la Ligue consécutive et son troisième championnat successif ainsi qu'une nouvelle victoire en coupe européenne pour la quatrième fois en huit années, grâce aux efforts de Fagan et à la qualité de son équipe composée surtout de joueurs recrutés par Bob Paisley. La star significative dans l'équipe de Liverpool est alors le jeune attaquant Ian Rush, qui est transféré de Chester City à Liverpool en 1980. Après deux ans en équipe réserve, Ian Rush fait son entrée dans l'équipe première et s'y établi comme un buteur prolifique.
Dans la deuxième et dernière saison de Fagan comme entraîneur, Liverpool perd le championnat contre ses rivaux locaux d'Everton. Le club atteint la finale de la coupe européenne qu'il perd face aux Italiens de la Juventus au stade du Heysel, en Belgique. Avant le début de la partie, un mouvement de foule mène à la mort de 39 personnes écrasées après qu'une tribune s'est effondrée. L'onde de choc se répercute sur l'ensemble du football européen et l'UEFA décide d'interdire toutes les équipes anglaises de compétitions européennes jusqu'à 1990, pendant cinq ans, et Liverpool pour dix ans, sanction qui est finalement réduit à six années.
Fagan se retire après le drame du Heysel et laisse les reines du club à l'ancien buteur de Liverpool Kenny Dalglish, à qui il donne le rôle d'entraîneur-joueur. Joe Fagan est mort à l'âge de 80 ans en juillet 2001 après une longue maladie.

## Bannissement et domination nationale

### Kenny Dalglish (1985-1991)
Trophées gagnés : Championnat d'Angleterre de football (1986), Coupe d'Angleterre de football (1986), Championnat d'Angleterre de football (1988), Coupe d'Angleterre de football (1989), Championnat d'Angleterre de football (1990)
Joe Fagan laisse les reines au buteur Kenny Dalglish, joueur de classe mondiale établi, qui veut se prouver qu'il peut aussi être un bon manager. Il fait une première saison comme entraîneur-joueur en 1985-1986, il est le premier entraîneur-joueur de l'histoire de Liverpool. Sa première saison est un succès. Le Liverpool FC remporte le championnat et la Coupe d'Angleterre, en battant le rival Everton 3-1 en finale, devenant la troisième équipe à gagner la même année le championnat et la Coupe d'Angleterre au cours du vingtième siècle. Dalglish et Ian Rush font de Liverpool l'équipe la plus prolifique du championnat anglais.
La saison 1986-87 est moins riche en trophées pour Liverpool qui finit deuxième du championnat derrière Everton et perd la finale de la Coupe de la Ligue contre Arsenal. La saison suivante, Ian Rush est vendu à la Juventus pour 3 200 000£.
Le successeur de Rush, John Aldridge, acheté 750 000£, fait taire les critiques en emmenant le club vers un nouveau titre de champion d'Angleterre lors de la saison 1987-1988. Lors de cette saison, Liverpool gagne le championnat avec neuf points d'avance sur le second, Manchester United, et ne subi que deux défaites. Le nouveau venu John Barnes reçoit le prix de footballeur de l'année. Le temps faible de la saison reste une défaite 1-0 contre Wimbledon lors de la finale de la Coupe d'Angleterre.
Ian Rush retourne à Liverpool pour la saison 1988-1989, après son échec à la Juve. Liverpool est proche de refaire le doublé championnat-Coupe d'Angleterre. Ils remportent la Coupe d'Angleterre après une nouvelle victoire contre Everton en finale, mais le championnat leur échappe lors des dernières minutes du dernier match de la saison. À Anfield, contre Arsenal, Michael Thomas, qui rejoint Liverpool plus tard, marque et offre le titre aux visiteurs. Les deux équipes finissent la saison avec le même nombre de points, la même différence de buts, mais les Gunners sont champions pour avoir marqué plus de buts.
La saison est marquée par la Tragédie de Hillsborough. Le 15 avril 1989, Liverpool joue Nottingham Forest en demi-finale de la Coupe d'Angleterre, quatre-vingt-quatorze fans meurent le jour même, un quatre-vingt-quinzième supporter meurt de ses blessures quatre jours plus tard. Un quatre-vingt-seizième meurt quatre ans après, sans jamais être sorti de son coma.
En 1989-90, Dalglish guide Liverpool vers son troisième championnat en cinq saisons. Après 1990, les clubs anglais peuvent rejouer en compétition européenne, sauf Liverpool qui n'a pas le droit de participer dans la Coupe Européenne 1990-1991, à cause de l'année supplémentaire de suspension qu'il a reçue.
Le 22 février 1991, Kenny Dalglish donne sa démission. Graeme Souness est nommé comme nouveau manager du club. Liverpool finit la saison dauphin d'Arsenal.

## Période creuse

### Graeme Souness (1991-1994)
Trophées gagnés : Coupe d'Angleterre de football (1992)
Graeme Souness commence sa carrière comme manager de Liverpool. Sa première saison voit son équipe remporter la FA Cup après une ultime victoire 2-0 en finale contre Sunderland à Wembley, succès qui permet à l'équipe de jouer la coupe des vainqueurs de 1992-1993. Il décide de vendre plusieurs joueurs comme Ray Houghton et Steve Staunton et d'en acheter de nouveaux comme Paul Stewart, Torben Piechnik et István Kozma. Aucun de ces nouveaux joueurs n'aura de grands succès avec le club. Piechnik et Kozma partent moins de deux saisons après leur arrivée, Stewart reste presque quatre saisons.
Michael Thomas et Mark Wright sont recrutés pour respectivement 1 500 000£ et 2 200 000£, cependant, ils passent une grande partie de leur temps sous l'ère Souness à être blessés. Le gardien de but David James est acheté pour 1 000 000£ à Watford, Stig Inge Bjørnebye pour 600 000 livres à Rosenborg et Rob Jones à Crewe pour 300 000 livres. Ces trois joueurs réussiront à Liverpool, mais avec le successeur de Souness. Un des plus étranges transferts est celui du buteur Dean Saunders de Derby County pour un record britannique de 2 900 000 livres à l'été 1991. Seulement, avec la réussite du Gallois Ian Rush à la pointe de l'attaque des Reds, il est revendu à Aston Villa pour 2 500 000 livres après seulement sous matchs sous le maillot de Liverpool.
La jeune équipe de Liverpool, entraînée par la légende de Liverpool Steve Heighway, donne quelques bons joueurs à l'équipe première comme Robbie Fowler, Dominic Matteo et Steve McManaman. Jamie Redknapp et Don Hutchison sont recrutés. Cependant, Hutchinson est vendu après plusieurs problèmes de disciplines. Le vétéran Ian Rush continue à marquer des buts bien qu'il soit trentenaire. Le gardien de but Bruce Grobbelaar, longtemps dans les buts de Liverpool, est mis sur le banc de touche par le prometteur jeune gardien David James.
Liverpool finit la première FA Premier League à la sixième place, n'ayant jamais été un candidat pour le titre; occupant au pire une 15e place à la fin de mars. Durant l'été, l'entraîneur place tous ses espoirs sur deux nouveaux joueurs, l'international anglais Nigel Clough recruté pour 2 275 000£ en provenance du club relégué de Nottingham Forest et le défenseur central Neil Ruddock acheté pour 2 500 000£ à Tottenham Hotspur.
Souness recrute Julian Dicks de West Ham en échange de David Burrows et Mike Marsh et de 1 600 000£.
Liverpool est sorti de la Coca Cola Cup par Wimbledon aux penalties. La FA Cup semble être le seul espoir pour Liverpool de remporter un trophée cette saison-là. Le tirage au sort leur donne Bristol City comme adversaire. Le premier match est joué à Ashton Gate, Ian Rush marque pour Liverpool et Wayne Allison pour Bristol City. Liverpool perd 1-0 à Anfield et Souness est viré le 28 janvier 1994. L'entraîneur Roy Evans est nommé manager.

### Roy Evans (1994-1998)
Trophées gagnés : Coupe de la ligue (1995)
Roy Evans est un ancien joueur de Liverpool de l'ère Bill Shankly qui devient entraîneur. Lors de son premier match en tant manager contre Norwich City à Carrow Road, Liverpool ramène un point de son déplacement avec un match nul 2-2. Evans guide Liverpool à la huitième place lors de la saison 1993-94. Le jeune attaquant Robbie Fowler, qui a marqué 29 buts toutes compétitions confondues, est élu PFA Young Player of the Year (en).
Durant l'intersaison, il donne un ultimatum à plusieurs de ses joueurs comme Neil Ruddock et Julian Dicks. Evans recrute seulement un joueur durant l'été 1994 : Michael Stensgaard pour 300 000£ à Hvidovre IF. Une probante victoire contre Crystal Palace 6-0 à Selhurst Park convainc l'entraîneur de ne pas faire de gros achat durant le marché des transferts. Le manager aligne une équipe en 4-4-2 avec David James dans les buts, Rob Jones, Stig Inge Bjørnebye, Steve Nicol et Neil Ruddock en défense, John Barnes, Steve McManaman, Jan Molby et Mark Walters au milieu, et Ian Rush et Robbie Fowler comme attaquants de pointe. Lors des deux premiers jours de septembre 1994, Evans recrute le prometteur défenseur irlandais Phil Babb de Coventry City pour 3 750 000£ et John Scales à Wimbledon pour 3 500 000£. Le duo est introduit une nouvelle formation en 3-5-2 à St James' Park contre Newcastle.
Pour sa première saison complète, Evans amène Liverpool à la quatrième place du classement, et une victoire en coupe de la ligue, après une victoire 2-1 contre Bolton en finale.

## Internationnalisation de l'équipe

### Gérard Houllier (1998-2004)

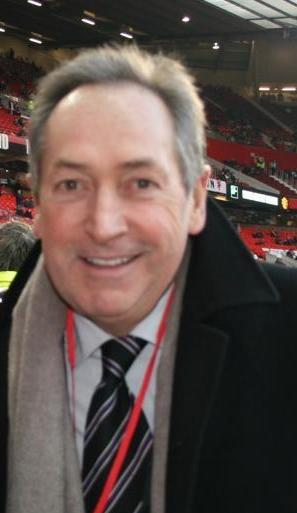
Gérard Houiller

Trophées gagnés : Coupe de la ligue (2001), Coupe d'Angleterre de football (2001), Coupe de l'UEFA (2001), Community Shield (2001), Supercoupe de l'UEFA (2001), Coupe de la ligue (2003)

Composition des équipes de la finale de la Coupe UEFA 2001

Épaulé durant une courte période par Roy Evans, Gérard Houllier est ensuite nommé manager du club et sous sa direction les Reds réalisent un incroyable grand chelem en 2001 en remportant cinq trophées. De plus, l'attaquant anglais du club Michael Owen obtient le Ballon d'or 2001. Néanmoins, Liverpool ne peut toujours pas rivaliser avec Manchester United et Arsenal en championnat, et ce malgré de nombreuses victoires acquises sur les premiers nommés durant cette période dont trois grâce à Danny Murphy. Victime d'un malaise cardiaque le 13 octobre 2001 lors d'un match contre Leeds United, Gérard Houllier doit subir une grave opération à cœur ouvert et mettre entre parenthèses ses fonctions à Liverpool. Il effectue un retour triomphal à Anfield quelques mois plus tard lors d'une victoire contre la Roma qui propulse les Reds en quart de finale de la Ligue des champions ce qui ne leur était plus arrivé depuis 1985, tandis que les Reds achèvent leur championnat à une probante deuxième place. Mais malgré une nouvelle victoire en coupe de la Ligue en 2003 acquise aux dépens de l'éternel rival Manchester United, l'histoire d'amour entre Houllier et Liverpool commence à prendre fin. Dirigeants et supporteurs lui reprochent de plus en plus les performances irrégulières de l'équipe, et à l'issue de la saison 2003-2004, le contrat de Houllier n'est pas renouvelé. Il est remplacé en 2004 par l'ancien coach de Valence, Rafael Benítez.

### Rafael Benítez (2004-2010)
Trophées gagnés : Ligue des Champions (2005), Supercoupe de l'UEFA (2005), Coupe d'Angleterre de football (2006), Community Shield (2006)

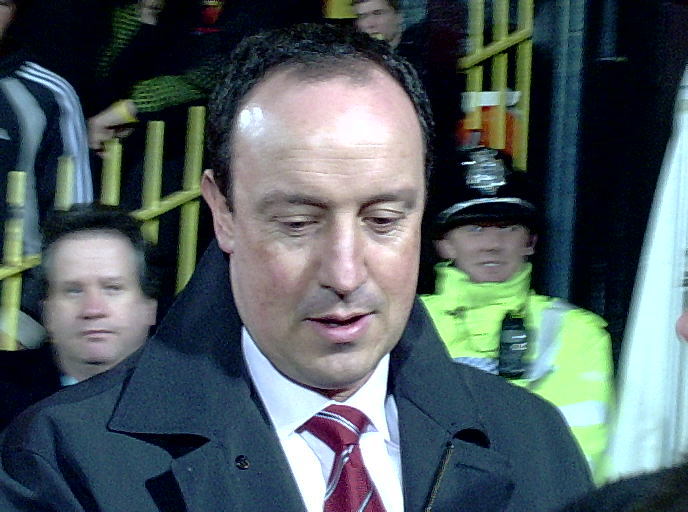
Rafael Benitez

L'année de son arrivée au club, en 2004-2005, est une réussite pour Rafael Benitez. Le manager espagnol prolonge d'abord les contrats de Steven Gerrard et Michael Owen, les deux stars de l'effectif des Reds et recrute le meilleur buteur du championnat français Djibril Cissé.
Le club remporte la Ligue des Champions après un match épique contre le Milan AC le 25 mai 2005. À la suite de cette victoire, le club est qualifié pour jouer la Supercoupe de l'UEFA contre le vainqueur de la Coupe UEFA. Liverpool remporte le match qui a lieu au Stade Louis II contre Moscou. En 2006, le Liverpool Football Club remporte un nouveau trophée avec une nouvelle victoire aux pénalties contre West Ham à la suite d'un score final de 3-3 dans le temps réglementaire. Qualifié pour le match de Community Shield, le club de la Mersey bat également le champion d'Angleterre pour s'adjuger le trophée.
Depuis cette finale, Liverpool n'a plus remporté de titre, échouant en finale de la Ligue des Champions en 2006-2007 et terminant vice-champion d'Angleterre lors du championnat 2008-2009.

## La traversée du désert

### Roy Hodgson (2010-2011)
À la suite du départ de Rafael Benítez, l'anglais Roy Hodgson est nommé entraîneur de Liverpool. Il est appelé pour faire gagner des titres aux Reds, qui n'en ont plus gagnés depuis la FA Cup en 2006. Mais l'entraîneur n'arrive pas à faire retrouver à Liverpool son palmarès d'antan. Durant la saison 2009-2010 et la moitié de saison 2010-2011, le club liverpuldien navigue dans le mou du classement, est éliminé dans les deux coupes nationales et se fait éliminer des ligues continentales. Roy Hodgson est donc remercié.

### Kenny Dalglish (2011-2012)
Trophées gagnés: Carling Cup (2012)

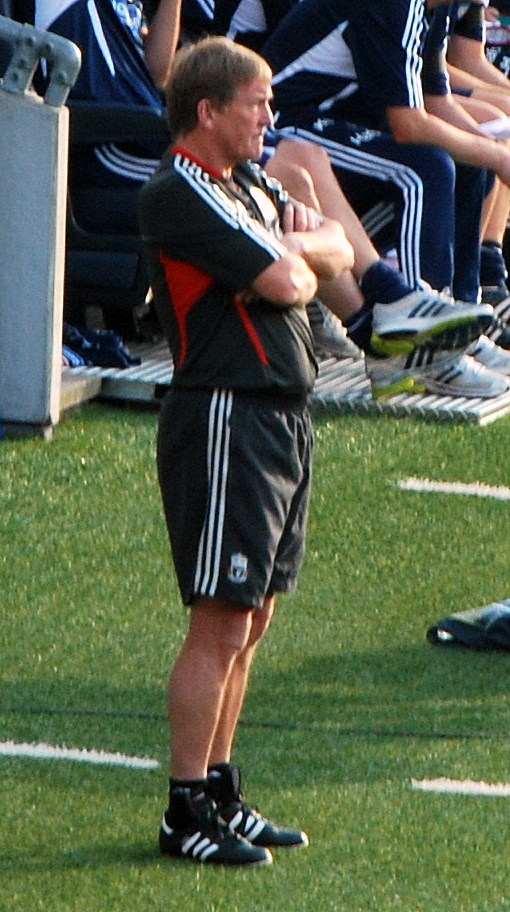
L'ancienne légende du club Kenny Dalglish revient sur le banc en 2011.

Le 8 janvier 2011, l'ancienne légende du club de la Mersey, Kenny Dalglish, est nommé une nouvelle fois entraîneur après ses six ans passé au club vingt ans plus tôt (1986-1991). Dès son arrivée, le club fait une remontée spectaculaire en championnat, passant de la 12e place à la 6e place. Malgré le coaching payant de Dalglish, le club est écarté des coupes européennes par son poursuivant direct, Tottenham Hotspur. Kenny Dalglish fait un recrutement lourd pendant le mercato d'été avec les arrivées d'Andrew Carroll, de Charlie Adam, de Jay Spearing, de Craig Bellamy, de Doni et de plusieurs autres joueurs. L'anglais Andrew Carroll est acheté 41 millions de livre à Newcastle United, ce qui est le plus gros transfert d'un joueur anglais. En tout, le club liverpuldien dépense plus de 68 millions de livre dans son recrutement d'été. En 2011-2012, le club de Liverpool remporte la League Cup face à Cardiff City et est finaliste de la Coupe d'Angleterre. Malgré un très bon parcours en coupes nationales, les Reds terminent à la 8e place en championnat et Kenny Dalglish est licencié à l'issue de la saison.

## Retour au sommet

### La reconstruction de Brendan Rodgers
Lors de la saison 2012-2013, Liverpool est sous les ordres de Brendan Rodgers. Cette première saison compliquée voit les Reds terminer en 7e position. Mais lors de la saison 2013-2014, Liverpool crée la surprise et termine en seconde position à deux points du titre juste derrière Manchester City en pratiquant un football très offensif grâce aux attaquants Luis Suárez, Daniel Sturridge et Raheem Sterling. Ainsi Liverpool retrouve la Ligue des champions après quatre ans d'absence mais se sépare de Suarez en le vendant au FC Barcelone contre 85 millions d'euros.
La saison 2014-2015 s'avère difficile pour les Reds à la suite du départ de leur meilleur buteur, Luis Suàrez. L'équipe termine la saison à la 6e place. En Ligue des champions, Liverpool se classe 3e de son groupe et est reversé en Ligue Europa. Le succès n'est toujours pas au rendez-vous et les Reds sont éliminés dès les 16e de finale par Besiktas.

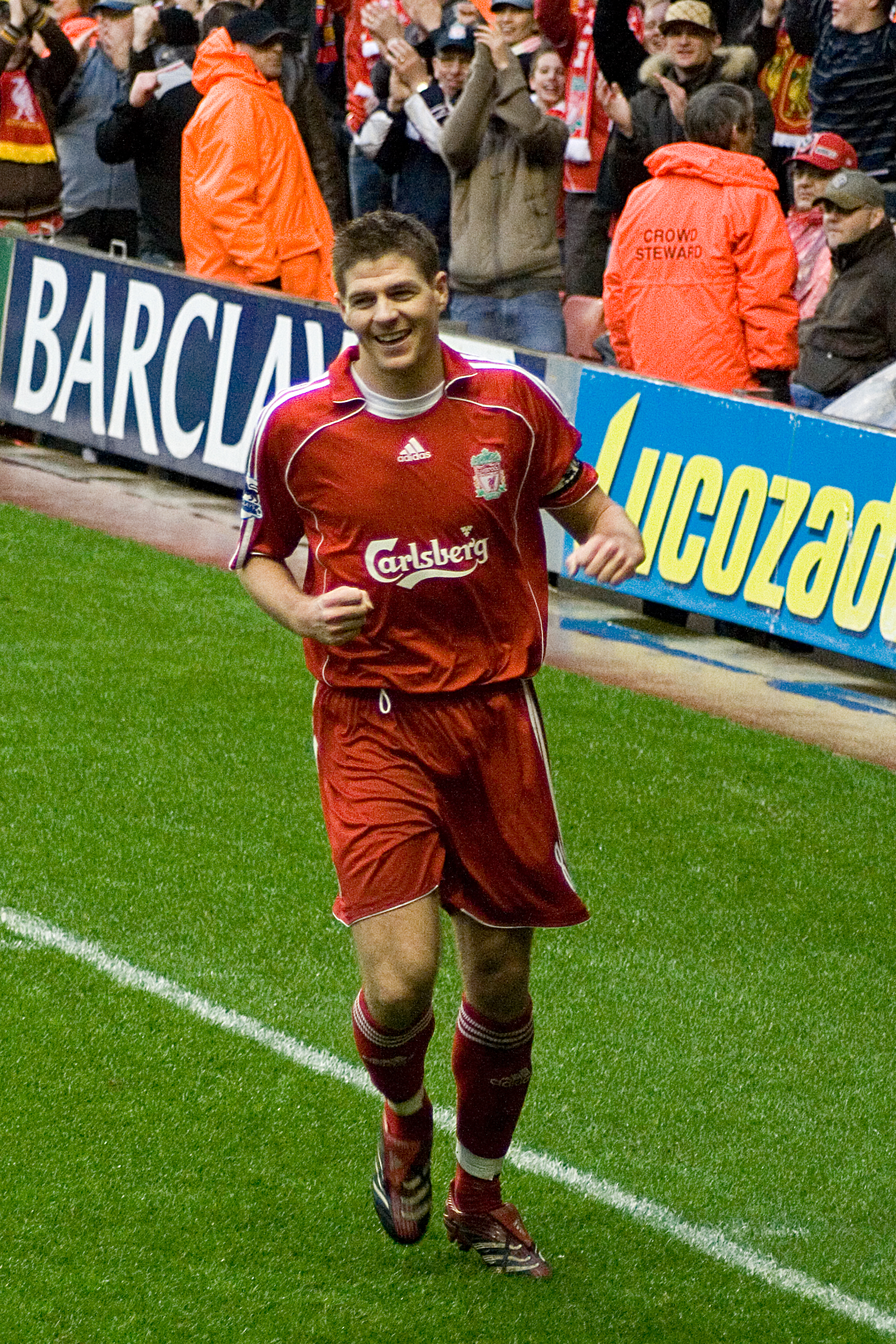
Steven Gerrard, capitaine du club dans les années 2000 et 2010

À la suite d'un début de saison 2015-2016 en dessous des attentes du club et d'un énième match nul, cette fois-ci face au Everton FC, les dirigeants décident de se séparer de Brendan Rodgers au mois d'octobre et engagent l'Allemand Jürgen Klopp et son staff, libre après avoir quitté le Borussia Dortmund.
Jürgen Klopp, réputé pour son fameux « gegenpressing » et pour être un fantastique meneur d'hommes, parvient, en l'espace de quelques mois, à rendre une âme à une équipe en manque de confiance et obtient rapidement des résultats. Malgré de nombreuses blessures parmi les joueurs, principalement dues à l'intensivité demandée par l'Allemand durant les entraînements et les matchs et au temps d’adaptation des joueurs à ses nouvelles méthodes, Jürgen Klopp parvient à hisser son équipe en finale de la Capital One Cup ainsi que de la Ligue Europa, perdues respectivement contre Manchester City et le FC Séville.
Durant sa campagne européenne, Liverpool retrouve en quart de finale l'ancien club de Jürgen Klopp, le Borussia Dortmund. Les Reds parviennent à obtenir un bon match nul, 1-1 à l'aller en Allemagne. Le match retour, à Anfield, s'annonce explosif. Les supporters des deux équipes entonnent ensemble leur hymne commun « You'll Never Walk Alone ». Le match commence mal pour les Reds, qui sont rapidement menés 0-2 et rentrent au vestiaire sur ce score. Au retour des vestiaires, l'attaquant belge Divock Origi redonne espoir aux siens en réduisant le score à 1-2. Mais Marco Reus éteint une nouvelle fois les tribunes d'Anfield en signant le but du 1-3. Cependant, sous l'impulsion de leur coach, les Reds, comme souvent animés d'un supplément d'âme, continuent d'espérer et leurs efforts sont récompensés. Philippe Coutinho (66e) une première fois, puis Mamadou Sakho (78e) pour l'égalisation, ramènent la qualification à la portée de Liverpool. Il faudra attendre la 91e minute et un but du deuxième défenseur central Dejan Lovren sur un centre de James Milner pour qualifier Liverpool au terme d'un match exceptionnel et renversant.
Divock Origi, le premier à sonner la révolte au retour des vestiaires, rapporte les dires de Jürgen Klopp durant la mi-temps. « Le coach nous a dit : créez quelque chose que vous pourrez raconter à vos petits-enfants, faites de cette nuit un moment unique pour nos supporters. Et on y a cru. Quand on a marqué le premier but, on a tous senti que ça allait être un moment spécial. »
En fin de saison et après 2 finales perdues, les Reds terminent 8es de Premier League et ne se qualifient pas pour les coupes d’Europe.

### Ère Jürgen Klopp
La saison 2016-2017 de la Premier league est la 1re saison entière de l'entraîneur Jürgen Klopp.
Le mercato estival est l'occasion pour lui d'ajouter les éléments manquants à son équipe et à son style de jeu. Pour cela, il s'active en recrutant des joueurs correspondant précisément à ses attentes comme Sadio Mané et Georginio Wijnaldum et en revendant d'autres joueurs tels que Christian Benteke et Mario Balotelli. Il en profite également pour renouveler et renforcer le secteur le plus friable de Liverpool, la défense. Ainsi, les défenseurs centraux Joel Matip et Ragnar Klavan arrivent, Martin Skrtel quitte le club et le jeune prometteur gardien allemand Loris Karius est recruté comme concurrent direct de Simon Mignolet pour la place de gardien numéro 1.
La première partie de la saison est plutôt réussie, Liverpool occupe la deuxième place à l'issue de la phase aller du championnat, à 6 points du leader, Chelsea, et bat Manchester City 1-0 à domicile. Néanmoins la deuxième partie du championnat débute mal. Liverpool doit attendre le 11 février et une victoire 2-0 contre Tottenham pour enfin gagner en 2017. Ayant été éliminé des deux coupes nationales en janvier, Liverpool pointe au 5e rang à l'issue de la 25e journée. Des victoires contre Tottenham, Arsenal, Burnley et Everton permettent aux Reds d'occuper la troisième place à huit journées de la fin du championnat. Cependant, un revers contre Crystal Palace et un match nul contre Southampton font que Liverpool redescend à la 4e place et doit attendre la dernière journée pour se qualifier pour la Ligue des champions. Liverpool bat 3-0 Middlesbrough et termine quatrième, place synonyme de barrage pour la Ligue des champions 2017-2018.
Le mercato estival de la saison 2017-2018 est notamment marqué par l'arrivée de Mohamed Salah pour 42 millions d'euros, plus 8 millions d'euros de bonus, celle du milieu de terrain guinéen du RB Leipzig Naby Keïta, pour 52 millions d'euros (qui ne sera cependant effective que la saison suivante) et celle d'Oxlade-Chamberlain en provenance d'Arsenal pour 40 millions d'euros. 
Le début de saison est plus que satisfaisant pour les Reds, qui obtiennent une qualification pour les phases de groupes de la Ligue des champions 2017-2018 en remportant la double confrontation face à Hoffenheim avant la première trêve internationale. En championnat, les résidents d'Anfield se font tenir en échec lors de la première journée face à Watford, mais remportent leur match contre Crystal Palace sur la plus petite marge puis un succès flamboyant face à Arsenal 4-0 à domicile, où ils démontrent la puissance de leur armada offensive. Ils terminent 2es. En Ligue des champions, ils sortent Manchester City en quarts de finale et l'AS Rome en demies. Ils perdent la finale au Stade olympique de Kiev contre le Réal Madrid défaite 3-1 avec deux boulettes du gardien Loris Karius. Les Reds entament la saison 2018-2019 avec un goût de revanche, cependant pas montré sur le terrain avec une défaite contre le Paris Saint-Germain lors de la 1re journée des phases de poules de la Ligue des champions. Ils terminent 2es du groupe à la dernière journée devant le Napoli et au même nombre de points que les italiens. À la grande surprise, ils sortent le Bayern Munich en 8es de finale, puis se débarrassent facilement de Porto en quarts. Les demi-finales s'annoncent chauds contre le Barça. Après une défaite 3-0 au Camp Nou, Les Reds réalisent le miracle d'Anfield victoire 4-0 avec un doublé de Divock Origi. En finale, ils battent Tottenham avec des buts de Salah et Origi. Ils remportèrent leur 6e sacre sur la scène continentale et prennent la revanche de la saison passée. La Saison suivante, le club remporte la Supercoupe de l'UEFA contre Chelsea et la Coupe du monde des clubs de la FIFA. Ils devancent largement Man City en championnat et sont champions d'Angleterre pour la première fois depuis 30 ans. En Ligue des champions, ils terminent 1ers de leur groupe composé du SSC Napoli, le RC Genk et le Red Bull Salzbourg. Ils sortent en 8es de finale par l'Atletico Madrid. La saison 2020-2021 est moins fructueuse puisqu'ils ne conservent pas leur titre en championnat, perdent la finale du Communauty Shield contre Arsenal et sont éliminés en quarts de finale de C1 par le Réal Madrid. La saison suivante est plus convaincant avec des sacres en FA Cup et en Carabao Cup. Au coude à coude avec City en championnat, c'est finalement les Sky Blues qui remportent le titre. En Ligue des champions, ils sortent le Benfica Lisbonne et Villareal avant de retrouver le Réal en finale. Défaite 1-0 au Stade de France. L'été suivante fut marqué par le départ de Sadio Mané pour le Bayern Munich et l'arrivée de Darwin Núñez du Benfica. Le club termine à la 5e place en championnat et est éliminé en C1 par le Real dès les 8es de finale. L'attaquant néerlandais Cody Gakpo arriva en hiver. Au mercato estival c'est le champion du monde argentin Alexis Mac Allister et le milieu néerlandais Ryan Gravenberch qui comblèrent les départs de James Milner et le capitaine Jordan Henderson. Ils remportèrent la Coupe de la Ligue contre Chelsea.